# Bezirk (Kurfürstentum Hessen)
Im Kurfürstentum Hessen bestanden 1848 bis 1849 neun Bezirke als Verwaltungseinheiten der mittleren Ebene.

## Geschichte
Mit dem „Gesetz, die Bildung neuer Verwaltungsbezirke und die Einführung von Bezirksräten betreffend“ vom 31. Oktober 1848 und der entsprechende Verordnung vom 22. Dezember 1848, die zum 1. Februar 1849 wirksam wurden, wurden die bisherigen vier Provinzen aufgelöst und neun Bezirke eingerichtet. Diese Änderung war eine Folge der Märzrevolution. Sie sollte unter anderem die Tatsache korrigieren, dass die Provinzen sehr unterschiedliche Größe hatten. Die Provinz Niederhessen war annähernd so groß wie die drei anderen Provinzen zusammen.
An der Spitze stand jeweils die „Obere Bezirksbehörde“ oder „Bezirksdirektion“, die die Regierung der Provinzen ersetzte. Darunter blieben die Kreise weitgehend unverändert, wurden jedoch in Verwaltungsämter umbenannt. An der Spitze der Verwaltungsämter stand ein erster und ein zweiter Verwaltungsbeamte.
An der Spitze der Bezirke stand ein vom Kurfürsten ernannter Bezirksvorstand. Diesem war ein gewählter Bezirksrat und ein vom Bezirksrat gewählter Bezirksausschuss zur Seite. Rechtsgrundlage war das „Gesetz, die Wahlen der Bezirksräte betreffend“ vom 14. März 1850.
Verbunden mit der Einführung der Bezirke waren kleinere Änderungen der Zuordnungen zu Kreisen. So wurde das Gebiet des Justizamtes Naumburg vom Kreis Wolfhagen an den Kreis Fritzlar übertragen. Das Gebiet des Justizamtes Grebenstein ging vom Kreis Hofgeismar an den Kreis Wolfhagen.
Die neue Verwaltungsstruktur wurde bereits nach kurzer Zeit aufgelöst, nachdem sich die Reaktion durchgesetzt hatte. Mit der Verordnung und dem „provisorischen“ „Gesetz, die Umbildung der inneren Landesverwaltung und die Vollziehungsgewalt der Verwaltungsbehörden sowie der Bezirksräte betreffend“, vom 7. Juli 1851  wurde die alte Ordnung wieder hergestellt.

## Bezirksrat und Bezirksausschuss
Der Bezirksrat bestand – je nach Größe des Bezirks – aus zwölf, 18 oder 24 Mitgliedern. Diese wurden von den Wahlmännern gewählt, die auch die Abgeordneten der Kurhessischen Ständeversammlung wählten. Jeweils ein Drittel der Bezirksratsmitglieder sollte aus der Kurie der "wissenschaftlich Gebildeten", der Grundbesitzer und der Gewerbetreibenden gewählt werden. Wählbar waren Männer ab 30 Jahren. Die Mitglieder wurden auf drei Jahre gewählt. Der Bezirksrat tagte einmal im Jahr.
Der Bezirksausschuss bestand aus sechs Mitgliedern, die der Bezirkstag aus seiner Mitte wählte. Er trat einmal monatlich zusammen.
Der Bezirksrat hatte das Recht, sich alle Anordnungen der Verwaltung vorlegen zu lassen und konnte diese abändern oder aufheben. Er hatte weiterhin das Recht Untersuchungen für alle Behörden des Bezirks zu fordern. Er entschied über die Verwendung des Budgets des Bezirks. Der Bezirksausschuss wirkte als ständiger Ausschuss und nahm die Rechte des Bezirkstags in eiligen Angelegenheiten wahr.
Das Budget des Bezirkes speiste sich aus dem Einnahmen aus der Hundesteuer, der Branntweinsteuer und den eingenommenen Strafgeldern des Bezirkes.

## Liste der Bezirke
Die Bezirke trugen jeweils den Namen des Bezirkshauptortes.
- Bezirk Eschwege (Verwaltungsämter Eschwege und Witzenhausen)
- Bezirk Fritzlar (Fritzlar, Homberg und Ziegenhain)
- Bezirk Fulda (Hünfeld und Fulda)
- Bezirk Hanau (Gelnhausen, Hanau und Schlüchtern)
- Bezirk Hersfeld (Hersfeld, Melsungen und Rotenburg)
- Bezirk Kassel (Hofgeismar, Kassel und Wolfhagen)
- Bezirk Marburg (Frankenberg, Kirchhain und Marburg)
- Bezirk Rinteln (Rinteln, d. h. Schaumburg)
- Bezirk Schmalkalden (Schmalkalden)